# Франческа Тиссен-Борнеміза
Франческа Тиссен-Борнеміза або Франческа фон Габсбург-Лотрінген (нім. Francesca von Habsburg-Lothringen; 7 червня 1958) — європейська аристократка, колекціонерка мистецтва та колишня дружина Карла фон Габсбурга, голови імператорського дому Габсбургів-Лотаринзьких.

## Біографія
Франческа Анна Долорес Фрейн Тиссен-Борнеміза де Казон (нім. Francesca Anne Dolores Freiin Thyssen-Bornemisza de Kászon et Impérfalva) народилась в родині відомого європейського аристократа та мецената, барона Ганса Генріха Тиссен-Борнеміза та його третьої дружина, моделі Фіони Френсіс Елейн Кемпбел-Вольтер.
Навчалась в школі Le Rosey у Швейцарії. У вісімнадцять років вступила в Школу мистецтв Святого Мартіна в Лондоні, але залишила після двох років. Працювала актрисою, співачкою та моделлю. Мешкала в Англії, Нью-Йорку та Лос-Анджелесі, пізніше переїхала до Лугано, щоб стати куратором колекції творів мистецтв свого батька.
Під час війни Сербсько-хорватської війни 1991—1995 рр. вона відвідала Хорватію, щоб допомогти захистити культурну спадщину країни, зберегти твори мистецтва та допомогти відновити церкви і картини, пошкоджені під час боїв.
31 січня 1993 року в Базиліці Маріацелль одружилась зі спадкоємцем титулярного імператора Австро-Угорщини, короля Богемії, Хорватії, Галичини та Волині Карлом фон Габсбургом. Цей шлюб одержав династичний дозвіл його батька Отто фон Габсбурга, як голови Габсбурзького дому.
У Карла і Франчески народилось троє дітей:
- Еліонора Олена Марія дель-Пілар Іона, нар. 28 лютого 1994 року в Зальцбурзі;
- Фердинанд Звонимир Марія Балтус Кіт Майкл Отто Антал Бахнам Леонард, нар. 21 червня 1997 року в Зальцбурзі;
- Глорія Марія Богдана Палома Регина Фіона Габріела, нар. 15 жовтня 1999 року в Зальцбурзі.

Карл і Франческа розлучилися в 2003 році.
Бере участь у художніх виставках, 2002 року заснувала Фонд сучасного мистецтва Тіссен-Борнеміза у Відні Австрія, створила власну колекцію мистецтва з більш ніж чотирма сотнями сучасних витворів відео та цифрового мистецтва.
Володіє резиденцією в Порт Антоніо, Ямайка.